# تام باکستر (بازیکن فوتبال، زاده ۱۹۰۳)
تام باکستر (انگلیسی: Tom Baxter; ۱ فوریهٔ ۱۹۰۳ – ۲۱ اوت ۱۹۸۷) بازیکن فوتبال اهل بریتانیا بود.
از باشگاه‌هایی که در آن بازی کرده‌است می‌توان به باشگاه فوتبال مارگیت، باشگاه فوتبال منزفیلد تاون، باشگاه فوتبال ولورهمپتون واندررز، باشگاه فوتبال کارلایل یونایتد، باشگاه فوتبال وورکساپ تاون، و باشگاه فوتبال پورت ویل اشاره کرد.